# Mrežni prekidač
Mrežni prekidač (engl. network switch), takođe poznat i kao čvor za prebacivanje (engl. switching hub) ili čvor za premošćavanje (engl. bridging hub) sa zvaničnim imenom MAC čvor (engl. MAC bridge), mrežni je računarski aparat koji na mreži spaja različite uređaje te paketno prima, obrađuje i prosleđuje podatke na konačni uređaj. Za razliku od manje naprednih mrežnih čvorova, mrežni prekidač prosleđuje podatke ka jednom ili više uređaja kome su isti potrebni, a ne emituje te podatke iz svakog od njegovih portova.
Mrežni prekidač je multiportni mrežni premošćivać koji koristi hardversku adresu da obradi i prosledi podatke na povezani, OSI model sloja podataka (sloj 2). Prekidači takođe mogu obrađivati podatke u mrežnom sloju (sloj 3), tako što se uključuju dodatne funkcije koje najčešće koriste  adrese za prosleđivanje paketa; ti prekidači poznati su kao prekidači trećeg sloja ili višeslojni prekidači. Pored najčešće upotrebe, mrežni prekidači se koriste za različite vrste mreža, uključujući Fibre Channel, Asynchronous Transfer Mode i InfiniBend. Prvi mrežni prekidač otkrila je 1990. kompanija Kalpana.

## Pregled
Prekidač je uređaj na računarskoj mreži koji logički i električno povezuje ostaje uređaje. U prekidač su ubodeni kablovi koji omogućavaju komunikaciju između različitih umreženih uređaja. Prekidač upravlja protokolom podataka tako da poruku primi samo uređaj ili više uređaja kojima je ta poruka namenjena. Svaki umreženi uređaj povezan sa prekidačem može se identifikovati pomoću MAC adrese, koja dozvoljava prekidaču da reguliše protok saobraćaja. To povećava sigurnost i efikasnost mreže.
U suštini, kada se zameni povratni čvor sa mrežnim prekidačem, jedan veliki sudar domena se deli na manje, smanjuje se verovatnoća i obim sudara, a povećava se propusna moć. I dalje se dostavlja svim povezanim uređajima, novoformirana mreža nastavlja da emituje domene.
Zbog ovih osobina, prekidač se može smatrati „inteligentnijim” od povratnog čvorišta, koji jednostavno reemituje poruke iz svakog portnog čvora, ne može da razlikuje različite primaoce, te ima veoma poražavajuću globalnu efikasnost mreže.

### Dizajn mreže
Mrežni prekidač funkcioniše na mrežnom sloju podataka (sloj 2) OSI modela da stvori poseban domen za svaki prekidač porta. Svaki uređaj povezan sa portom prekidača može da prenosi podatke u isto vreme na bilo koji od ostalih prekidača, a prenos se neće mešati — sa ograničenjem u polu režimu, svaki port može ili dobijati ili prenositi sa svog povezanog uređaja. U punom režimu, svaki port prekidač može i slati i primati, ako spojeni uređaj takođe podržava puni dupleks režim.
U slučaju korišćenja povratnog čvorišta, samo jedan prenos se može obaviti za sve porte tako da bi sve imale pristup i da vi sve radile u polurežimu. Potrebna arbitraža koja zahteva reemitovanje će takođe dovesti do sudara.

### Primena
Mrežni prekidač igra značajnu ulogu u većini modernih mreža (LAN). Srednji ka velikom LAN sadrži niz povezanih prekidača. Kućna kancelarija / mala kancelarija (SOHO) obično koristi jedan prekidač ili sve namenske uređaje (kao što su stambeni prolaz) da pristupi malim kancelarijama / kućnim za širokopojasne usluge (kao što su DSL ili kablovski internet). U većini slučajeva, krajnji korisni uređaj sadrži ruter i komponente sa određenom tehnologijom. Korisnički uređaj mogu sadržavati telefonski interfejs za Vojs preko IP (VoIP) protokola.

### Mikrosegmentacija
Segmentacija uključuje upotrebu mosta ili prekidača (ili rutera) da se razdvoje veći domeni na manje u cilju smanjenja sudara verovatnoća i da se poboljša ukupan protok mreže. U krajnjem slučaju, svaki uređaj se nalazi na posebnom prekidaču, a za razliku od mrežnog čvorišta postoji poseban domen na svakom od porta prekidača. Ovo omogućava računarima da imaju pristup na dot-to-dot priključcima na mreži, a takođe i da rade bez sudara. Potpuni mod ima samo jedan prenosač i jedan prijemnik po „domenu sukoba” i tako čini sudare nemogućim.

## Uloga prekidača na mreži
Prekidač može raditi na jednom ili više slojeva OSI modela, uključujući vezane podatke i mrežne slojeve. Uređaj koji radi na više slojeva odjednom poznat je kao višeslojni prekidač.
Kod prekidača namenjenih za komercijalnu upotrebu, ugrađeni interfejs omogućava da se povežu različite vrste mreža, uključujući Fibre Channel, RapidIO, ATM, ITU-T i 802.11. Ovo povezivanje može biti u bilo kojem od slojeva. U sloju 2 funkcionalnost je adekvatna za pomeranje u okviru jedne tehnologije, a tehnologije kao što su eternet i tehnologija prstena vrše se lakše u sloju 3 i preko rutiranja. Uređaji koji su povezani u sloju 3 se tradicionalno zovu ruteri; tako se prekidači sloja 3 mogu smatrati relativno primitivnim i specijalizovanim ruterima.
Gde postoji potreba za velikim analizama performansa mreže i sigurnosti, prekidač može biti povezan između WAN rutera kao mesta za analitičke module. Neki prodavci obezbeđuju zaštitni zid, detekciju upada u mrežu i analize performansa uz module koji se mogu priključiti u portu prekidača. Neke od ovih funkcija mogu biti na kombinovanim modulima.
U drugim slučajevima, prekidač se koristi za kreiranje slike podataka u ogledalu, koji mogu da idu na spoljnji uređaj. Pošto refleksija porta daje samo jedan mlaz u ogledalu, mrežna čvorišta se mogu koristiti za otkrivanje podataka sa nekoliko analizatora.

## Specifične uloge slojeva
Dok prekidači mogu naučiti tehnologije u više slojeva i dostavljati u jednom ili više slojeva, oni imaju tendenciju za zajedničke karakteristike. Osim za primenu visokih performansi, moderni komercijalni prekidači koriste pre svega eternet interfejs.
U svakom sloju moderni prekidač može sprovesti energiju preko eterneta (PoE) i izbegava se potreba za povezivanjem uređaja kao što su VoIP telefoni ili bežične pristupne tačke, koji imaju posebno napajanje. Pošto prekidači mogu imati suvišno napajane, kola su priključena za uređaje sa neprekidnim napajanjem; spojeni uređaj može da nastavi sa radom čak i kada nestane struje u kancelariji.

### Sloj 1 (čvorišta i prekidači viših slojeva)
Mreža čvorišta ili povratnik predstavlja jednostavan mrežni uređaj koji ne upravlja saobraćajem koji prolazi kroz njega. Bilo koji paket koji ulazi u port izliva se ili „ponavlja” na svakom drugom portu osim porta za ulazak. Pošto se svaki paket ponavlja na svakom portu, paketni sudari utiču na celokupnu mrežu, što ograničava njen ukupan kapacitet.
Mrežni prekidač stvara sloj 1 koji se povezuje samo virtuelno, a prvobitno je bio obavezan. Prelazne funkcije prekidača koriste informacije od sloja 2 da se za svaki paket odabere određen port koji treba da se uputi, uklanjajući preporuku da je svaki čvor predstavljen saobraćajem. Kao rezultat toga, linije veze se ne „prebacuju” bukvalno već se ponavljaju samo na nivou paketa.
Postoje specijalizovane aplikacije u kojima mrežno čvorište može biti korisno, kao što je kopiranje saobraćaja na više senzora mreže. High-end mrežni prekidač obično ima funkciju koja se zove port ogledalo, koja obezbeđuje istu funkcionalnost.
Do ranih 2000-ih, bilo je malo razlika u ceni između čvorišta i low-end prekidača.

### Sloj 2
Mrežni most, koji radi u sloju podataka, može da poveže mali broj uređaja u kući ili kancelariji. Ovo je trivijalni slučaj premošćavanja u kojem je most MAC adresa svakog povezanog uređaja.
Samostalni mostovi takođe mogu da pruže ekstremno visoke performanse u specijalizovanim aplikacijama (na primer, skladišni prostor mreže).
Klasični mostovi se takođe mogu povezati preko tree protokola, koji onemogućava linkove pa je rezultat lokalne mreže stablo bez petlje. Za razliku od rutera, obuhvaćeni tree mostovi moraju imaju topologije sa samo jednim aktivnim putem između dve tačke. Stariji IEEE 802.1D obuhvaćeni  protokoli mogu biti prilično spori (sa zaustavljanjem od 30 s), dok se obuhvaćeno stablo obnovi. U brzo obuhvaćen tree protokol ubraja se IEEE 802.1w. Najnoviji, standardni, najkraći put premostivosti (IEEE 802.1aq) sledeći je logički napredak i uključuje sve starije obuhvaćene tree protokole (IEEE 802.1DSTP, IEEE 802.1wRSTP, IEEE 802.1sMSTP) koji blokiraju saobraćaj na svim osim jednog alternativnog puta. IEEE 802.1aq (SPB) omogućava svim stazama da budu aktivne sa jednakim troškovima za sve, pruža mnogo veću tehnologiju sloja 2 (do 16 miliona u poređenju sa 4096 VLAN ograničenjem), brže približavanje i poboljšanu upotrebu mrežaste tehnologije kroz povećanje propusnih opsega i viška zapolenih među svim uređajima, tako što se omogućava saobraćajima da učestvuju na svim putevima mreže.
Dok sloj 2 prekidač ostaje više marketinški termin, tehnički proizvodi koji su predstavljeni kao „prekidači” imaju tendenciju da koriste mikrosegmentacije i potpuni dupleks kako bi sprečili sudare između uređaja povezanih za eternet. Korišćenje internog prosleđivanja mnogo je brže nego korišćenje bilo kog interfejsa, zato što daje utisak istovremenih puteva između više uređaja. „Neblokirajući” uređaji koriste prosleđivanje ili ekvivalentni metod dovoljno brzo za potpuni dupleks saobraćaj za svaki port istovremeno.
Kada most sazna adresu svojih povezanih čvorova, on prosleđuje podatke pomoću sloja 2. Postoje 4 metoda za prosleđivanje, od kojih je 2. i 4. metod na „prekidaču” povezan na istim ulaznim i izlaznim portama.
1. Skladištenje i prosleđivanje: Prekidač amortizuje i verifikuje svaki okvir pre nego što ga prosledi, a okvir je primljen u celosti.
2. Prolazak: Prekidač počinje prosleđivanje nakon što primi destinaciju i adresu rama. Kada je odlazeći port zauzet, prekidač pada nazad u skladištenje i prosleđivanje operacije. Nema provere greške kod ove metode.
3. Slobodan fragment: Metod kojim pokušava da se zadrži prednost prethodna dva metoda. Ona prva proverava 64 bajta rama, gde se čuvaju informacije o adresi prema specifikacijama eterneta; sudari okvira bi trebalo da se otkriju u prvih 64 bajta, tako da se okviri sa greškom ne bi prosledili. Na taj način okvir će uvek stići do namenjene destinacije, a provera greške podataka u paketu ostavlja se uređaju za kraj.
4. Prilagođeno prebacivanje: Metoda kojim se automatski bira jedan od prethodna tri metoda.

Iako postoje specijalizovane aplikacije (kao što su oblasti za skladištenje mreže, gde su ulazni i izlazni interfejs u istom propusnom opsegu), to nije uvek slučaj u opštim LAN aplikacijama. U LAN-ovima, prekidač se koristi za krajnjeg korisnika; obično se koncentriše na niskim opsezima pristupa.

### Sloj 3
U granicama fizičkog sloja eterneta, sloj 3 prekidač može da obavlja neke ili sve funkcije koje obično obavlja ruter. Najčešća sposobnost sloja 3 je svest o IP provlačenju kroz IGMP. Ovako sloj 3 prekidač može povećati efikasnost za dostavljanje saobraćaja u višečlanoj grupi samo za portove za koje su priključeni uređaji koji signaliziraju da žele da budu deo grupe.

### Sloj 4
Iako je tačno značenje sloja 4 prekidača »zavisni prodavac«, on gotovo uvek počinje sa mogućnošću za prevod prežne adrese, ali i dodaje neki svoj opis na osnovu TCP sesija.
Uređaj može uključivati zaštitni zid, VPN koncentrator ili biti IPSec zaštitni prolaz.

### Sloj 7
Sloj 7 prekidači mogu distribuirati opterećenje na osnovu jednoobraznih lokatora resursa (URL), ili pomoću neke specifične institucionalne tehnologije mogu prepoznati nivo translacije neke aplikacije. Sloj 7 prekidač može uključivati veb-keš i učestvovati u mreži isporuke sadržaja (CDN).

## Tipovi prekidača

### Faktori oblika
- : Nije montiran u kućište, obično se koriti u kućnom ili kancelarijskom okruženju izvan kablovske.
- : Prekidač koji se penje u postolje.
- : Sa svapmodulnim karticama.
- : Normalno u industrijskom okruženju.

### Opcije konfiguracije
- Nekontrolisani prekidači: Prekidači koji nemaju interfejs za konfiguraciju ili opcije. Oni su plug-and-play i obično su najjeftiniji prekidači pa se zato često koriste u malim kancelarijama / kućnom kancelarijskom okruženju. Mogu biti desktop ili rack-mounted.
- Upravljani (rukovođeni) prekidači: Imaju jedan ili više načina za izmenu rada prekidača. Uobičajeni metodi upravljanja uključuju: 1. komandne linije interfejsa (CLI), koje imaju pristup preko serijske konzole; 2. telnet ili zaštitni omotač, ugrađeni jednostavni mrežni rukovođeni protokol (SNMP) koji omogućava upravljanje sa udaljene konzole ili rukovodeće stanice; 3. veb-interfejs za upravljanje sa veb-pretraživača. Primeri konfiguracije promena koje se mogu učiniti pomoću rukovodećeg prekidača uključuju omogućavanje karakteristika kao što su obuhvaćeni  protokoli ili ogledalo porta, postavljajući protokol porta, zatim stvaranje ili menjanje virtuelnih mreža (VLAN) itd. Dve podvrste rukovođenih prekidača se nalaze danas na tržištu:
  - Pametni (ili inteligentni) prekidači: Ovo su upravljani prekidači sa ograničenim setom odlika kontrolisanja. Kao i prekidači koji se upravljaju vebom, spadaju u tržišnu nišu između nekontrolisanih i upravljanih prekidača. Pošto im je cena mnogo niža od one potpuno upravljanih prekidača, pružaju veb-interfejs (većinom bez CLI pristupa) te mogućnost podešavanja samo osnovnih karakteristika (kao što je VLAN, protok porta i dupleks).[19]
  - Upravljani ili potpuno upravljani prekidači za preduzeće: Imaju pun set odlika upravljanja, uključujući CLI, SNMP agent i veb-interfejs. Mogu imati dodatne odlike za upravljanje konfiguracijama, kao što je mogućnost prikaza, modifikovanja, podržavanja i obnavljanja konfiguracija. Ako se uporede sa pametnim prekidačima, potpuno upravljani imaju više odlika koje se mogu prilagođavati korisničkim potrebama, a generalno govoreći su i skuplji od pametnih prekidača. Obično se nalaze u mrežama sa većim brojem prekidačkih konekcija, gde centralizovano upravljanje igra ključnu ulogu u pogledu uštede vremena i napora korisnika. Povezani prekidač je verzija potpuno upravljanog prekidača.

### Tipične upravljačke karakteristike prekidača
- Određeni red porta koji uključuje i isključuje
- Link protoka i dupleks postavke
- Prioriteti za podešavanja za portove
- upravljanje po IP grupisanju
- filtriranje i druge vrste sigurnosnih porti koje sprečavaju
- Korišćenje obuhvaćenog tree protokola (STP) i najkraći put premošćavanja (SPB) tehnologije
- Jednostavni mrežni rukovođeni protokol (SNMP), praćenje zdravstvenog stanje uređaja
- Port ogledalo (takođe poznat i kao nadgledajući port, premostivi port, SPAN port, analizirajući port ili link režim port)
- Sakupljač (takođe poznat i kao vezivač, udruživač) omogućava više portova za istu vezu za postizanje veće brzine prenosa podataka
- ; Kreiranje VLAN-ova može da doprinese bezbednosti i smanji veličine performansi za emitovanje domena
- kontrola mrežnog pristupa
- provlačenje

## Praćenje saobraćaja na mrežnim prekidačima
Osim ako se port ogledalo ili drugi metodi kao što su RMON, SMON ili sFlow ne sprovode u prekidačima, teško je pratiti saobraćaj koji se prenosi pomoću prekidača jer se samo slanje i primanje portova može videti. Ove su monitorne karakteristike kod razrednog stepena potrošača prekidača.
Dva popularna metoda koja su dizajnirana da se omogući analitičko praćenje saobraćaja su:
- Port ogledalo: Prekidač šalje kopiju mrežnih paketa na vezu praćenja mreže.
- : „Nadgledni prekidač” je opisan pomoću RFC 2613 i protokola za kontrolu objekata kao što je ogledalo porta.

Ostali metodi za praćenje uključuju i povezivanje čvorova sloja 1 između posmatranog uređaja i njegovog prekidača. To izaziva manje kašnjenje, ali pruža više interfejsa koji se mogu koristiti za praćenje individualnog prekidač porta.

## Spoljašnje veze
- (језик: енглески) Five datacenter switches compared — Network World, 2010 Архивирано на веб-сајту  (7. октобар 2013)
- (језик: енглески) Understanding the different types of Ethernet Switches — Cisco Blogs